# Wolfgang Ohl

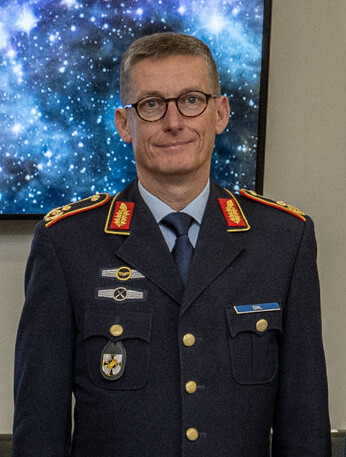
Wolfgang Ohl

Wolfgang Ohl (* 6. Oktober 1965) ist ein deutscher Generalmajor der Luftwaffe der Bundeswehr und stellvertretender Abteilungsleiter Militärstrategie, Einsatz und Operationen im Bundesministerium der Verteidigung.

## Militärische Laufbahn

### Ausbildung und erste Verwendungen
Ohl trat 1985 bei der 7. Kompanie des Luftwaffenausbildungsregimentes 3 in Roth in die Bundeswehr ein und durchlief dort die Allgemeine Grundausbildung. Im Anschluss wurde er an der Offizierschule der Luftwaffe in Fürstenfeldbruck bei München zum Offizier des Truppendienstes ausgebildet. Nach Abschluss des einjährigen Offizierslehrgangs studierte Ohl von 1986 bis 1990 an der Universität der Bundeswehr in Hamburg Wirtschafts- und Organisationswissenschaft. Nach Abschluss seines Studiums wurde Ohl dann von 1990 bis 1991 als Zugführer in der 16. Kompanie des Luftwaffenausbildungsregimentes 1 in Goslar verwendet. In dieser Zeit war er auch, im Zuge der Deutschen Wiedervereinigung, für drei Monate als Berater bei der Nationalen Volksarmee eingesetzt. Es folgte eine dreijährige Verwendung als hauptamtlicher Jugendoffizier beim Verteidigungsbezirkskommando 72 in Suhl. Danach war Ohl von 1994 bis 1996 Kompaniechef der 5. Kompanie des Wachbataillons in Siegburg. Von 1996 bis 1998 war Ohl als Ordonnanzoffizier beim Inspekteur der Luftwaffe eingesetzt. An der Führungsakademie der Bundeswehr in Hamburg wurde er von 1998 bis 2000 zum Offizier im Generalstabsdienst (i. G.) ausgebildet. Lehrgangskollege war unter anderem Ingo Gerhartz, später unter anderem Inspekteur der Luftwaffe. Ohl schloss dem Lehrgang, zu dieser Zeit im Dienstgrad Major, als Jahrgangsbester ab, weshalb er mit dem General-Heusinger-Preis geehrt wurde.

### Dienst als Stabsoffizier
Die erste Verwendung als Stabsoffizier führte Ohl für drei Jahre als Stabsabteilungsleiter A1 (Personal) in den Stab der 3. Luftwaffendivision nach Berlin-Gatow. Von 2003 bis 2006 war er zuerst als Referent AB1 (Reden und Grundsatzartikel) später als Stabsoffizier beim Leiter des Presse- und Informationsstab des Bundesministeriums der Verteidigung in Berlin eingesetzt. Von 2006 bis 2008 war Ohl Kommandeur des III. Bataillons des Luftwaffenausbildungsregiment 3 und des Ausbildungszentrums Grundlagenausbildung der Luftwaffe in Germersheim und zugleich Standortältester. Am 1. April 2008 übergab er das Bataillon an Oberstleutnant Hans Peter Dorfmüller. Es folgte eine zweijährige Stabsverwendung als Stabsabteilungsleiter J1 (Personal) beim Kommando Operative Führung Eingreifkräfte in Ulm. Von 2010 bis 2013 war Ohl Dezernatsleiter II 2 im Personalamt der Bundeswehr in Köln. Es schlossen sich drei Verwendungen als Referatsleiter im Bundesministerium der Verteidigung in Berlin an, zuerst als Leiter des Referats Personal I 2 sowie der Referate Sicherheitspolitische Informationszentrale bzw. Leitungsinformationszentrale.

### Dienst als General
Ohl war Unterabteilungsleiter Politik II im Bundesministerium der Verteidigung und wurde auf diesem Dienstposten zum Brigadegeneral ernannt. Im Oktober 2019 wechselte Ohl als Chef des Stabes zum Kommando Luftwaffe und wurde zum Generalmajor befördert. Am 4. März 2024 übergab er das Amt an Brigadegeneral Christian Leitges und wechselte ins Verteidigungsministerium als stellvertretender Abteilungsleiter Militärstrategie, Einsatz und Operationen.

## Auszeichnungen
- 2000 General-Heusinger-Preis
- 2000 Clausewitz-Medaille[8]